# Patrick van Leeuwen
Patrick van Leeuwen (ur. 8 sierpnia 1969 w Assenie) – holenderski piłkarz, grający na pozycji pomocnika, trener piłkarski.

## Kariera piłkarska
Wychowanek miejscowego klubu Sparta Rotterdam. W 1991 roku rozpoczął karierę piłkarską w podstawowej drużynie Sparty, rozgrywając 16 meczów w pierwszym składzie. W 1994 przeniósł się do Helmond Sport. W 1996 zakończył karierę zawodnika w wieku 27 lat.

## Kariera trenerska
Po zakończeniu kariery piłkarskiej w 2000 roku został trenerem i koordynatorem młodej kadry Feyenoordu, jednego z najbardziej utytułowanych klubów w Holandii. W 2006 roku został mianowany na stanowisko asystenta trenera Henk van Stee, który kierował Akademią Piłkarską Szachtara Donieck, a po odejściu van Stee w 2008 roku został jej szefem. W marcu 2013 roku postanowił opuścić doniecki klub i został dyrektorem sportowym kazachskiego zespołu Kajrat Ałmaty, w którym pracował do końca 2015 roku. 24 czerwca 2016 roku dołączył do Maccabi Tel Awiw jako dyrektor wykonawczy Departamentu ds. Młodzieży. Po odejściu trenera drużyny Vladimira Ivića pod koniec sezonu 2019/20 van Leeuwen pełnił funkcję głównego trenera drużyny seniorów do czasu powołania nowego trenera. W grudniu 2020 roku ponownie wrócił na stanowisko trenera po zwolnieniu Giorgosa Donisa. 28 czerwca 2022 został mianowany na stanowisko głównego trenera ukraińskiego klubu Zoria Ługańsk.

## Sukcesy i odznaczenia

### Sukcesy trenerskie
Maccabi Tel Awiw
- zdobywca Pucharu Izraela: 2020/21
- zdobywca Superpucharu Izraela: 2020